# Amicale laïque de la Madeleine Évreux Basket
Maillots
Actualités
L'ALM Évreux est un club français de basket-ball évoluant en Pro B (2e division du championnat de France), basé à Évreux dans l'Eure en Normandie.

## Historique

### Genèse
Le 26 avril 1962, Jean-Pierre Vidal, un instituteur ancien de l'Évreux Athletic Club fonde dans le quartier de la Madeleine, l'Association sportive de la Madeleine (ASM). Cette association compte alors dans ses rangs le futur maire de la ville Rolland Plaisance qui est l'un des soutiens majeurs du club tout au long de son mandat. L'ASM devient quelques années plus tard ALM (Amicale laïque de la Madeleine).
Le club grimpe les échelons du basket-ball français pour atteindre la Nationale 2 en 1974, bien emmené par les américains Leon Clark, James Gilbert et le jeune Sylvain Grzanka. C'est donc naturellement que l'ALM Évreux s'engage dans le championnat Nationale 1B à la création de la LNB en 1987. L'ALM fait donc partie du cercle fermé des clubs ayant participé à l'ensemble des saisons (Pro A et Pro B) de la LNB.
De plus, pour témoigner de l'engouement du basket-ball dans la capitale euroise, on peut noter qu'Évreux accueillit l'édition 1993 du All-Star Game LNB.

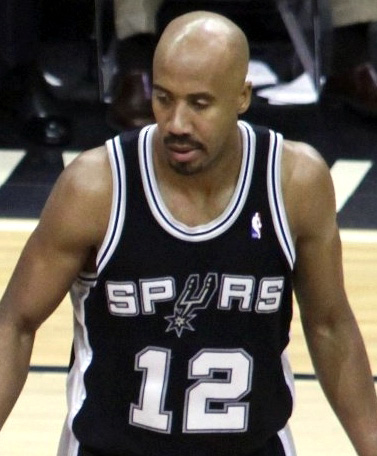
Bruce Bowen (1994-1995)

### Les années Pro A (1995-2001)
Le club accède à la Pro A en 1995 sous les ordres de Michel Veyronnet et grâce à l'impact de son ailier américain lors de la saison 1994-1995, Bruce Bowen qui deviendra champion NBA dans les années 2000 avec les Spurs de San Antonio. Néanmoins, c'est Benoist Burguet qui est à la tête de l'équipe pour sa première saison dans l'élite à l'automne 1995. Il reste jusqu'en 1998 après avoir réalisé trois saisons moyennes (dixième en 1996 puis quinzième lors des saisons 1996-1997 et 1997-1998). Éric Fleury ancien meneur de l'ALM Évreux Basket sous Burguet, lui succède jusqu'en 2000.
Là encore le bilan est moyen mais l'ALM se maintient tout de même dans l'élite (treizième et douzième). Les années de Pro A sont marquées par le duo américain James Banks et Claude Williams et par le fantasque ailier franco-ivoirien, Jean-Marc Kraidy.

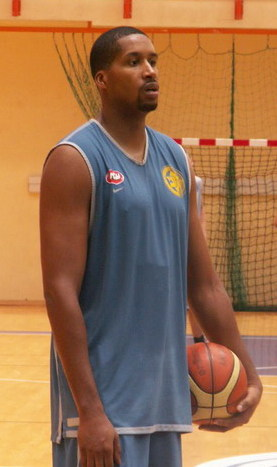
Jamie Arnold (2000-2001)

La saison 2000-2001 est une année noire pour l'ALM Évreux Basket. Sous les ordres de Jean-Paul Rebatet, l'équipe termine avant dernière et contraint de disputer des barrages avec les meilleures équipes de Pro B. Avec trois victoires et trois défaites, l'ALM Évreux Basket ne parvient pas à gagner ces barrages et est donc reléguée en Pro B à l'issue de la saison 2000-2001.

### Retour en Pro B (depuis 2001)
Après une bonne première saison en Pro B avec une sixième place sous les ordres d'Olivier Veyrat puis de Chris Singleton, l'ALM Évreux Basket végète en milieu de tableau du championnat lors des saisons suivantes.
‌

#### L'épopée du commando KKR (2005)
L'arrivée de Pascal Thibaud marque un tournant. L'exercice 2004-2005 est une réussite. L'ALM Évreux Basket finit troisième de la saison régulière et atteint même la finale des play-offs de Pro B à Bercy ; qu'elle perd contre l'Étendard de Brest. Le trio d'étrangers  de l'ALM formé des américains Mark Karcher, Damien Kinloch et du slovaque Radoslav Rančík (surnommé le commando KKR pour Karcher-Kinloch-Rancik) marque les esprits mais l'ALM Évreux Basket ne parvient pas à retrouver l'élite.

#### Les années Valin (2007-2015)

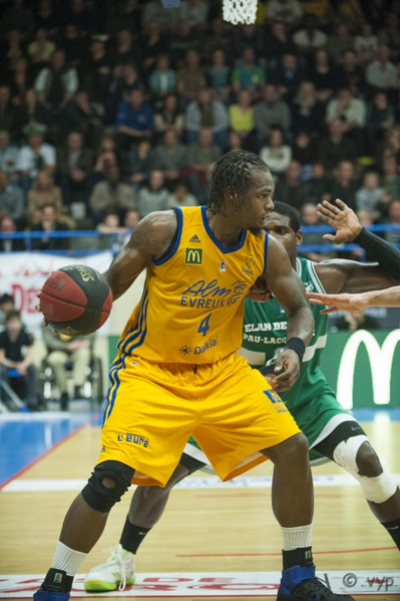
Jeremiah Wood (2011-2013)

Lors des saisons 2010, 2011 et 2012, Évreux, sous les ordres de Rémy Valin, se qualifie à chaque fois pour les Playoffs du championnat de Pro B, sans parvenir à dépasser le stade des quarts de finale (défaites face à Pau-Orthez, Fos-sur-Mer et le Limoges CSP).
L'exercice 2012/2013 est une grande réussite. Évreux finit deuxième de la saison régulière et se qualifie pour les play-offs pour la quatrième année consécutive (ce n'était jamais arrivé auparavant). L'ALM Évreux Basket, incontestable dauphin de l'Elan Béarnais durant la saison régulière se positionne comme sérieux candidat pour retrouver l'élite, douze ans après l'avoir quitté. Cependant, les play-offs ne se déroulent pas aussi bien que la saison régulière. Après avoir difficilement éliminé Le Portel en quarts de finale en ayant perdu le premier match à domicile, l'ALM tombe face à Châlons-Reims en demi-finale, 2 manches à 0. Pau-Lacq-Orthez étant lui aussi éliminé en demi-finale par Antibes, Évreux perd alors tout espoir de retrouver l'élite.
 Néanmoins, le bilan de cette saison 2012-2013 reste positif.
L'ALM est récompensé de son parcours par les titres de meilleur entraîneur de Pro B pour Rémy Valin et de meilleur étranger de Pro B pour son intérieur Jeremiah Wood. Celui-ci marque l'équipe de son empreinte aussi bien sur le terrain qu'en dehors.
Lors du dernier match à domicile (remporté 91 à 49 face à Souffelweyersheim) de la saison régulière 2014-2015, le départ de Rémy Valin est annoncé officiellement par André Rostol, le président du club. Le technicien parisien détient ainsi le record de longévité à la tête de l'équipe,.

#### L'ALM aux portes de la Pro A (2016)
La première saison post Rémy Valin est également une réussite. Laurent Pluvy, nouvel entraîneur de la formation euroise réussit à qualifier facilement les jaunes et bleus pour les play-offs d'accession après avoir fini 3e de la saison régulière et parvient également jusqu'en demi-finale de Leaders Cup. L'ALM élimine sereinement Poitiers en quart de finale et se fait peur contre Boulazac en demi, l'équipe qui l'avait éliminé en demi-finale de Leaders Cup. Les hommes de Laurent Pluvy s'inclinent en effet sur leur parquet lors de la première manche. Ils parviennent cependant à s'imposer en Dordogne lors du match 2. La qualification pour la finale des play-offs se joue donc à Évreux. Les amicalistes sur un shoot improbable de Bastien Pinault arrachent la prolongation et s'offrent une finale au bout du suspense sur le score 114 à 107. En finale, l'ALM ne peut rivaliser face au collectif du Portel. Les hommes d'Éric Girard s'imposent facilement en deux manches : 92 à 83 et 67 à 52. Une fois encore après 2005 et 2013, Évreux échoue de peu à retrouver l'élite. Le bilan de cette saison est toutefois très positif avec le titre de MVP de Pro B pour l'intérieur Joe Burton. Laurent Pluvy décide cependant de quitter l'aventure après une seule saison en s'engageant avec la Chorale de Roanne, le technicien rhônalpin n'ayant pas eu les garanties nécessaires pour l'augmentation de la masse salariale. L'ancien médaillé olympique Laurent Sciarra lui succède sur le banc le 16 juin 2016.
Cependant, des dissensions entre le technicien et ses joueurs apparaissent rapidement. Et les dirigeants et Laurent Sciarra décident finalement de se séparer à l'issue de la 19e journée de Pro B le 24 février 2017. Il est alors remplacé par l'entraîneur de l'équipe réserve (évoluant en NM3) Fabrice Lefrançois.

#### Changement de direction et premier titre (depuis 2019)
En avril 2019, André Rostol démissionne de ses fonctions de président à la suite de dissensions avec la municipalité. Patrick Roussel, déjà membre du conseil de surveillance depuis 2017 et ancien joueur du club dans les années 1970, lui succède à partir du 1er juin. L'une de ses premières décisions est d'ajouter le terme "Eure" au nom du club afin d'élargir la potentialité des partenaires du club à l'ensemble du département de l'Eure.
En grande difficulté en championnat à l'issue de la phase aller de la saison 2019-2020, le club pointe à la 16e place de Pro B à deux victoires du premier relégable Saint-Quentin. Fabrice Lefrançois est alors écarté le 19 février 2020. Son adjoint, Marc Namura assure l'intérim lors du déplacement à Blois le 29 février mais ne peut empêcher la lourde défaite de l'ALM (113-77). Le 1er mars, l'entraîneur serbo-autrichien Nedeljko Ašćerić est choisi pour tenter de redresser le club.
Le 25 juillet 2021, le club poursuit son évolution en dévoilant un nouveau logo et un nouvel équipementier, Daömey Clothing, marque de streetwear créée par un ancien joueur amateur du club.
Le 20 février 2022, l'ALM Évreux Basket Eure remporte le premier titre de son histoire en battant en finale de la Leaders Cup Pro B le SLUC Nancy 90-78 à Nancy après avoir fait match nul (79 partout) au match aller à Évreux.
En s'imposant face à Saint-Chamond, alors en tête du classement de la Pro B, le 3 mai 2022, l'ALM enregistre une onzième victoire de suite établissant ainsi son nouveau record de victoires consécutives en LNB. Le précédent record de dix victoires tenait depuis 2002.
Le 12 mars 2024, en grande difficulté au classement, le club décide d'écarter Neno Ašćerić  de ses fonctions de coach de l'équipe première. Son adjoint, Marc Namura, prend alors la suite. Celui-ci ne peut cependant éviter la relégation sportive du club en troisième division, une première depuis 1974. Avec l'arrêt des Metropolitans 92, le club est finalement repêché en Pro B. Marc Namura est conservé au poste d'entraineur et s'adjoint les services du jeune entraineur portugais, Dinis Amaral, sélectionneur de l'équipe du Portugal U16 comme assistant sur les conseils de Philippe da Silva.

## Palmarès
| Compétitions nationales | Compétitions internationales |
| - Championnat de France 2e division (0) : - Vice-champion : 2005 - Playoffs Pro B d'accession (0) : - Finaliste : 2016 - Leaders Cup Pro B (1) - Vainqueur : 2022 | Néant |
| - Championnat de France 2e division (0) : - Vice-champion : 2005 - Playoffs Pro B d'accession (0) : - Finaliste : 2016 - Leaders Cup Pro B (1) - Vainqueur : 2022 | Compétitions de jeunes |
| - Championnat de France 2e division (0) : - Vice-champion : 2005 - Playoffs Pro B d'accession (0) : - Finaliste : 2016 - Leaders Cup Pro B (1) - Vainqueur : 2022 | - Championnat de France Espoirs Pro B (3) : - Champion : 1992, 1993, 1994 - Trophée du Futur (1) : - Vainqueur : 1994 - Coupe de France Cadets (U17) (4) : - Vainqueur : 1973, 1992, 1993, 1994 - Finaliste : 1996, 1997 |

## Entraîneurs successifs
| Période     | Nom                | Nationalité | Notes                                                                                      |
| ----------- | ------------------ | ----------- | ------------------------------------------------------------------------------------------ |
| Depuis 2024 | Marc Namura        |             |                                                                                            |
| 2020-2024   | Nedeljko Ašćerić   |             | Vainqueur de la Leaders Cup Pro B 2022 / écarté le 12 mars 2024                            |
| 2017-2020   | Fabrice Lefrançois |             | écarté de l'équipe première le 19 février 2020                                             |
| 2016-2017   | Laurent Sciarra    |             | démis de ses fonctions à l'issue de la 19e journée de Pro B                                |
| 2015-2016   | Laurent Pluvy      |             | 3e de la saison régulière (2015-2016) / Finaliste des play-offs Pro B                      |
| 2007-2015   | Rémy Valin         |             | 2e de la saison régulière (2012-2013) / Record de longévité à la tête de l'équipe première |
| 2004-2007   | Pascal Thibaud     |             | Vice-champion de France Pro B (2005)                                                       |
| 2004        | Bruno Chatiron     |             | intérim à la suite du départ de Chris Singleton                                            |
| 2002-2004   | Chris Singleton    |             | arrivé en cours de saison à la suite du renvoi d'Olivier Veyrat                            |
| 2001-2002   | Olivier Veyrat     |             |                                                                                            |
| 2001        | Valery Demory      |             | arrivé à la tête de l'équipe pour les barrages de relégation                               |
| 2000-2001   | Jean-Paul Rebatet  |             | Relégation en Pro B                                                                        |
| 1998-2000   | Éric Fleury        |             |                                                                                            |
| 1995-1998   | Benoist Burguet    |             |                                                                                            |
| 1993-1995   | Michel Veyronnet   |             | 1er de la saison régulière / Montée en Pro A (1995)                                        |
| 1992-1993   | Jean Malassigné    |             |                                                                                            |
| 1989-1992   | Allen Bunting      |             | Entraîneur/Joueur lors de la saison 1991/1992                                              |
| 1988-1989   | Patrick Stainier   |             |                                                                                            |
| 1987-1988   | Didier Salvat      |             |                                                                                            |

## Effectif actuel
Mise à jour le : 6 août 2025

## Bilan par saison
| Saison    | Championnat  | Matchs joués | Play-Offs        | Coupe de France | Coupe d'Europe | As / LC         | Entraîneur                               |
| 2024-2025 | 17e de Pro B | 34           | non qualifié     | 64e de finale   | -              | -               | Marc Namura                              |
| 2023-2024 | 17e de Pro B | 34           | non qualifié     | 32e de finale   | -              | Phase de groupe | Nedeljko Ašćerić puis Marc Namura        |
| 2022-2023 | 10e de Pro B | 34           | non qualifié     | 64e de finale   | -              | Phase de groupe | Nedeljko Ašćerić                         |
| 2021-2022 | 5e de Pro B  | 34           | Quarts de finale | 16e de finale   | -              | Vainqueur       | Nedeljko Ašćerić                         |
| 2020-2021 | 12e de Pro B | 34           | non disputés     | 64e de finale   | -              | Phase de groupe | Nedeljko Ašćerić                         |
| 2019-2020 | 15e de Pro B | 23           | non disputés     | 64e de finale   | -              | Phase de groupe | Fabrice Lefrançois puis Nedeljko Ašćerić |
| 2018-2019 | 12e de Pro B | 34           | non qualifié     | 32e de finale   | -              | Quart de finale | Fabrice Lefrançois                       |
| 2017-2018 | 9e de Pro B  | 34           | non qualifié     | 16e de finale   | -              | Quart de finale | Fabrice Lefrançois                       |
| 2016-2017 | 8e de Pro B  | 34           | Demi-finaliste   | 32e de finale   | -              | Quart de finale | Laurent Sciarra puis Fabrice Lefrançois  |
| 2015-2016 | 3e de Pro B  | 34           | Finaliste        | 16e de finale   | -              | Demi-finale     | Laurent Pluvy                            |
| 2014-2015 | 10e de Pro B | 34           | non qualifié     | 32e de finale   | -              | Phase de groupe | Rémy Valin                               |
| 2013-2014 | 6ede Pro B   | 44           | Demi-finaliste   | 8e de finale    | -              | -               | Rémy Valin                               |
| 2012-2013 | 2e de Pro B  | 34           | Demi-finaliste   | 8e de finale    | -              | -               | Rémy Valin                               |
| 2011-2012 | 8e de Pro B  | 34           | Quarts de finale | 16e de finale   | -              | -               | Rémy Valin                               |
| 2010-2011 | 5e de Pro B  | 34           | Quarts de finale | 32e de finale   | -              | -               | Rémy Valin                               |
| 2009-2010 | 8e de Pro B  | 34           | Quarts de finale | 16e de finale   | -              | -               | Rémy Valin                               |
| 2008-2009 | 13e de Pro B | 34           | non qualifié     | 32e de finale   | -              | -               | Rémy Valin                               |
| 2007-2008 | 10e de Pro B | 34           | non qualifié     | 16e de finale   | -              | -               | Rémy Valin                               |
| 2006-2007 | 12e de Pro B | 34           | non qualifié     | 32e de finale   | -              | -               | Pascal Thibaud puis Rémy Valin           |
| 2005-2006 | 10e de Pro B | 34           | non qualifié     | 32e de finale   | -              | -               | Pascal Thibaud                           |
| 2004-2005 | 3e de Pro B  | 34           | Finaliste        | ?               | -              | -               | Pascal Thibaud                           |

## Distinctions personnelles

### Joueurs
- MVP de Pro B :  Joe Burton (2016)
- MVP étranger de Pro B :  Jeremiah Wood (2013)
- MVP français de Pro B :   Philippe Da Silva (2011)
- Meilleur rebondeur de Pro A :  Jamie Arnold (2001)
- Meilleur marqueur de Pro B :  Bruce Bowen (1995)
- Meilleur rebondeur de Pro B :  Aaron Levarity (2025)

### Entraineurs
- Meilleur entraineur de Pro B :  Rémy Valin (2013)

## Identité

### Logos

Logo de 2019 à 2021.
Logo depuis 2021.
Logo depuis 2021 (version sans texte).

## Club des supporters
L'ALM Évreux Basket possède un club de supporters (le 6e homme), créé lors de la saison 1988-1989 et affilié au club depuis 1995. Membre de l'UNCSB (Union nationale des clubs de supporters de basket), le club a obtenu le trophée du Fair-Play à trois reprises (Pro A 1997, Pro B 2003 et Pro B 2008).

## Rivalité
Avec l'éclosion du SPO Rouen Basket (devenu Rouen Métropole Basket en 2015) au début des années 2000, une rivalité régionale naît entre les deux équipes normandes.

## Affluence moyenne
Salle Omnisports Jean Fourré, capacité: 3399 places
| Saison            | Nombre de spectateurs moyen | Taux de remplissage en % | Classement de l'équipe en saison régulière |
| ----------------- | --------------------------- | ------------------------ | ------------------------------------------ |
| 2013-2014 (Pro B) | 2076                        | 61                       | 6e                                         |
| 2012-2013 (Pro B) | 2443                        | 72                       | 2e                                         |
| 2011-2012 (Pro B) | 2333                        | 69                       | 8e                                         |
| 2010-2011 (Pro B) | 2371                        | 70                       | 5e                                         |
| 2009-2010 (Pro B) | 2118                        | 62                       | 8e                                         |
| 2008-2009 (Pro B) | 1869                        | 55                       | 13e                                        |
| 2007-2008 (Pro B) | 1757                        | 52                       | 10e                                        |
| 2006-2007 (Pro B) | 1736                        | 51                       | 12e                                        |
| 2005-2006 (Pro B) | 1869                        | 55                       | 10e                                        |
| 2004-2005 (Pro B) | 1626                        | 48                       | 3e                                         |
| 2003-2004 (Pro B) | 2054                        | 60                       | 12e                                        |
| 2002-2003 (Pro B) | 2223                        | 65                       | 12e                                        |
| 2001-2002 (Pro B) | 1894                        | 56                       | 6e                                         |
| 2000-2001 (Pro A) | 2808                        | 83                       | 15e                                        |
| 1999-2000 (Pro A) | 3091                        | 91                       | 12e                                        |
| 1998-1999 (Pro A) | 2980                        | 88                       | 13e                                        |
| 1997-1998 (Pro A) | 2900                        | 85                       | 15e                                        |

Source LNB